# سلطة اندرا براديش التشريعية
سلطة اندرا براديش التشريعية (بالإنجليزية: Andhra Pradesh Legislature)‏ هي الهيئة التشريعية في أندرا برديش، تتكون من المجلس الأعلى Andhra Pradesh Legislative Council ‏
الذي يضم 58 مقعداً، والمجلس الأدنى Andhra Pradesh Legislative Assembly ‏ الذي يضم 176 مقعداً.

## طالع أيضًا
- كريشنا إيلا